# ウィリアム・ボーモント

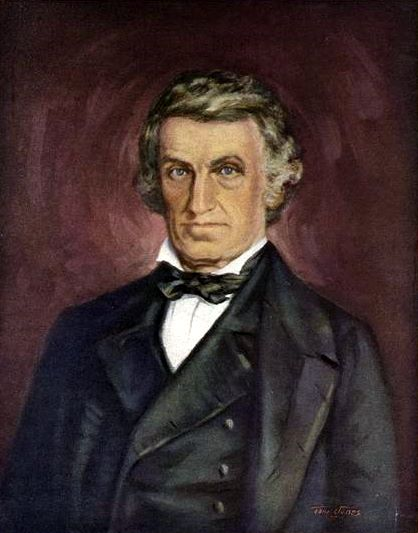
ウィリアム・ボーモント

ウィリアム・ボーモント（William Beaumont、1785年11月21日 – 1853年4月25日）は、アメリカ合衆国の軍医である。事故で腹部に穴があいたままになった患者の治療を行い、胃の生理学的機能についての研究に成果をあげた。

## 生涯と業績
コネチカット州のLebanonで生まれた。1811年に訓練を受けて医師となり1812年から1815年の間はバーモント州の病院で働いた。1812年の米英戦争では陸軍に同行した。戦争の後、ニューヨークのPlattsburghで個人医を開業したが1819年に再び軍医となった。
ボーモントを有名にし、医学の進歩に貢献することになる事故は1822年6月6日に起きた。五大湖の中にある村で開かれた毛皮の取引所で散弾銃の暴発が起こり至近距離にいた18歳のフランス系カナダ人、アレックス・サンマルタンの腹部に当たった。近くの要塞にいたボーモントが呼ばれ、治療をおこなったがとても助かるとは思われなかった。サンマルタンは奇跡的に助かったが、胃壁の穴は完全にふさがらず一部開いたままとなり、ボーモントは引き続き2年間治療を続けた。穴は時間の経過によってまわりの組織によって不完全な蓋ができあがったが、外から押すと開き胃の内部を観察することができた。1825年にボーモントはニューヨークのナイアガラ要塞に転勤となったが、サンマルタンも同行した。ボーモントはサンマルタンに金を支払い、胃の消化機能に関する実験をサンマルタンを体を使って始めた。胃の穴に絹糸でつるした食物のかけらを挿入し、数時間ごとに、食物を取り出し、消化の進展を観察し、サンマルタンの胃液を取り出し分析した。
研究の結果は1838年に発表された。ボーモントが見出した事実としては、胃液の分泌は食物摂取の結果として起こり、機械的刺激によるのでないこと、胃液には塩酸のほかに、後にテオドール・シュワンによってペプシンと命名されることになる化学物質の含まれることなどであった。
ボーモントがセントルイスに転勤になると、故郷に帰ったサンマルタンと分かれた。ボーモントは1853年に凍結した階段ですべったケガで没した。

## 著書
- Beaumont, William. "Experiments and Observations on the Gastric Juice and the Physiology of Digestion." Plattsburgh: FF Allen, 1833.
- Beaumont, William. "Experiments and Observations on the Gastric Juice and the Physiology of Digestion." Maclachlan and Stewart (Edinburgh), 1838.